# Luciocephalinae
Sous-famille
Les Luciocephalinae sont une sous-famille de poissons téléostéens (Teleostei) de l'ordre des Perciformes.

## Liste des genres
Selon World Register of Marine Species (14 février 2025) :
- Colisa Cuvier in Cuvier & Valenciennes, 1831 - gouramis
- Ctenops McClelland, 1845
- Luciocephalus Bleeker, 1851
- Parasphaerichthys Prashad & Mukerji, 1929
- Sphaerichthys Canestrini, 1860
- Trichogaster Bloch & Schneider, 1801 - gouramis
- Trichopodus Lacepède, 1801